# VDT症候群

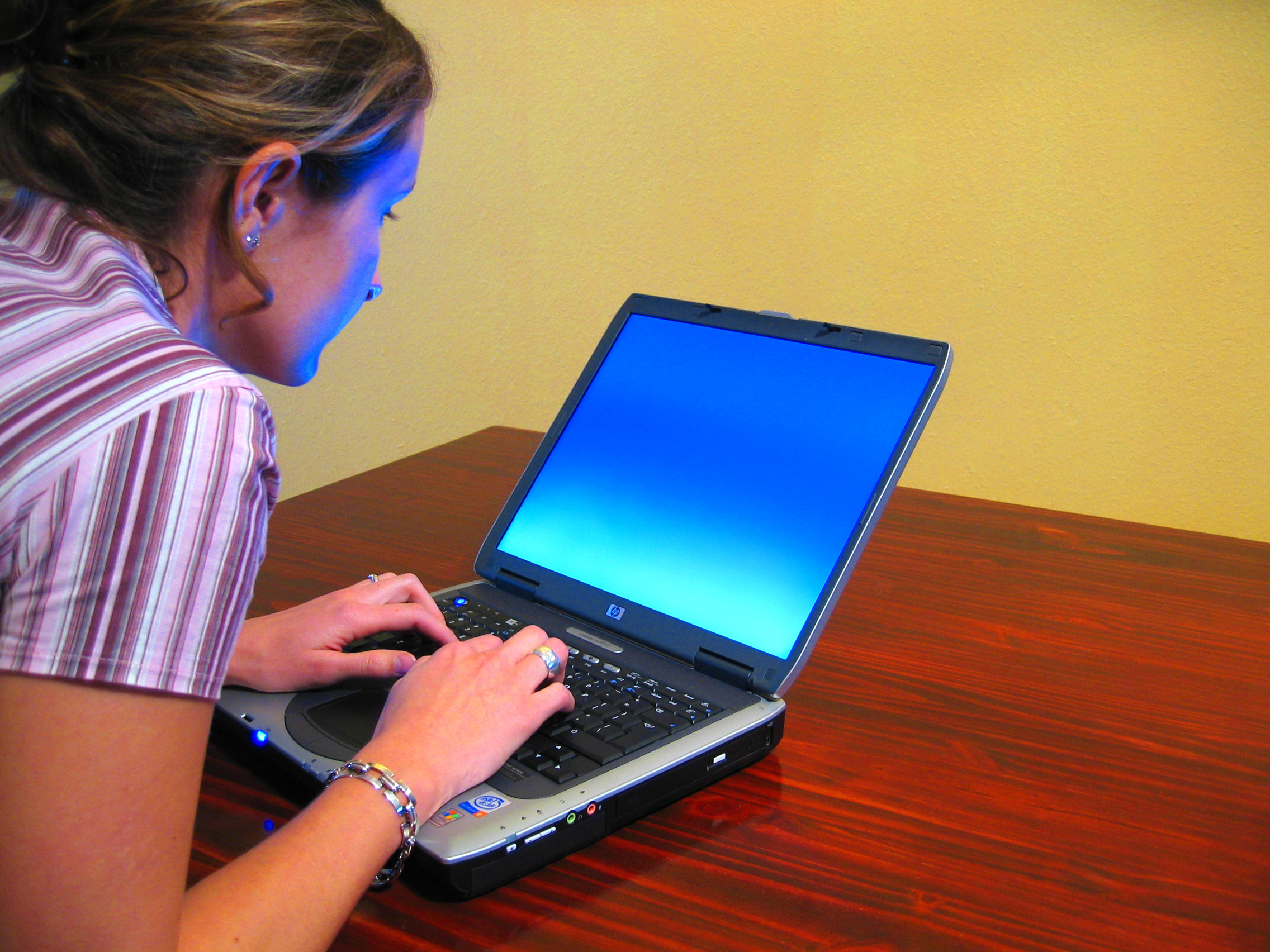
OA化とともに増加したVDT症候群

VDT症候群（ブイ・ディー・ティーしょうこうぐん、英語:Visual Display Terminal Syndrome）とは、コンピュータのディスプレイなど表示機器（総称して Visual Display Terminal、VDT と呼ばれる）を使用した作業（VDT作業ともいう）を長時間続けたことにより、目や体、心に生じる症状。別名はテクノストレス眼症、IT眼症。

## 主な症状
- 目の症状 - ドライアイ、充血、視力低下、眼精疲労など。
- 体の症状 - 頸肩腕症候群（キーパンチャー病）。首、腰、肩のこり、だるさ、痛み、慢性化すると背中の痛み、手指のしびれなど。
- 心の症状 - 食欲減退、イライラ、不安感、抑うつ症状など。

近くを見る、視線の動きが多いことによって眼精疲労が生じ、上向きになったり、瞬きが減ることでドライアイが生じる。
眼精疲労は作業に対して、疲労回復が少なかったため、回復しにくくなった状態である。読書と比べて、正面や上方を見ることによって目の表面の露出面積が増え、涙の蒸発量が増加する。まばたきを増やす、モニタを低くしたり、室内の乾燥を防止するといった対策が立てられる。2005年の調査では回復可能な目の疲れについて、60%の文献やホームページで「眼精疲労」と言及し、医学的な明確な区別があるこれらの用語が混同されていた。
1980年代の調査では、身体の症状では、目の疲れや、肩がこる、腰や背中の痛みが多い。

## 予防法
日本の厚生労働省はVDT作業のためのガイドラインを策定している。照明や椅子の工夫、ユーザインタフェースの設計のみならず、入力ミスを修正しやすいソフトウェア設計による緊張感の軽減などと、多岐にわたっている。
長時間の作業を行う際には1時間に10分程度の適度な休息を取り、軽い体操をして体をほぐしたり、遠くの景色を見て眼の疲れを取るなどするとよい。作業環境も非常に重要で、ディスプレイの位置を目の高さよりも低くセッティングしたり、また反射光を抑えるフィルターを装着することも有効である。暗い室内と明るいディスプレイとの極端な差は不快グレアと呼ばれる刺激を長時間もたらすため、著しい明暗の差がないよう室内の照明環境のバランスを保つといった対策が説明されている。
ガイドラインでは、具体的にディスプレイ・入力機器・いす・机等の物理的な環境整備のほか、「一連続作業時間が1時間を超えないようにし、次の連続作業までの間に10分～15分の作業休止時間を設け、かつ、一連続作業時間内において1回～2回程度の小休止を設けること」などを求めている。
1979年にはスウェーデンにて、1980年ドイツ、1981年アメリカ、1983年イギリス、1985年日本でVDT作業に対する安全規定が勧告された。